# Référé en droit français
Pour les autres articles nationaux ou selon les autres juridictions, voir Référé.
En droit français, le référé est une procédure permettant de demander au juge qu'il ordonne des mesures provisoires mais rapides tendant à préserver les droits du demandeur. Un référé est très souvent introduit dans l'attente d'un jugement sur le fond et la formation de jugement peut être composée d'un juge unique.

## Référé administratif

### Référés généraux
Devant le juge administratif, il existe plusieurs procédures de référé. La loi no 2000-597 du 30 juin 2000 relative au référé devant les juridictions administratives a nettement renforcé leur place au sein de la procédure administrative juridictionnelle.

#### Référé suspension
Le référé « suspension » (anciennement dénommé « sursis à exécution ») prévu à l'article L.521-1 du code de justice administrative (CJA) permet d'obtenir du juge des référés du tribunal administratif la suspension de l'exécution de tout ou partie des effets d'un acte administratif, avant qu'il soit statué au fond sur la légalité de cet acte.   
En outre, pour que l'exécution de l'acte attaqué puisse être suspendue, trois conditions doivent être cumulativement remplies :
- l'urgence qui, au terme de la jurisprudence[3], est caractérisée dès lors que l'acte contesté préjudicie de manière grave et immédiate à un intérêt public, à la situation du requérant ou aux intérêts qu'il entend défendre ; il appartient au requérant de justifier de l'urgence, sous réserve des présomptions instituées par la jurisprudence s'agissant, par exemple, de la contestation portée contre un permis de construire[4] ou, encore, contre une décision de non-renouvellement ou de refus d'un titre de séjour[5] ;
- le doute sérieux quant à la légalité de l'acte attaqué ;
- enfin, le requérant doit avoir déposé une requête en annulation ou en réformation de la décision dont il réclame la suspension.

#### Référé liberté
Le « référé liberté fondamentale » ou plus simplement « référé-liberté » prévu à l'article L.521-2 du code de justice administrative (CJA) permet d'obtenir du juge des référés du tribunal administratif « toute mesure nécessaire » à la sauvegarde d'une liberté fondamentale à laquelle une personne morale de droit public ou une personne morale de droit privé chargée de l'exécution d'un service public aurait porté atteinte de manière grave et manifestement illégale. 
Compte tenu de l'urgence, le juge se prononce dans ce cas en principe dans un délai de 48 heures. 
Sont au nombre des libertés fondamentales reconnues par la jurisprudence : la liberté d'aller et de venir, le droit d'asile et la possibilité de solliciter le statut de réfugié,  la libre administration des collectivités territoriales, le principe du caractère pluraliste de l'expression des courants de pensée et d'opinion, la liberté d'opinion, la libre expression du suffrage, le droit de propriété, le droit au respect de la liberté personnelle, le libre accès des riverains à la voie publique, la liberté de culte, la liberté individuelle, le droit de mener une vie familiale normale, la liberté du commerce et de l'industrie, la possibilité d'assurer sa défense de manière effective devant un juge, le droit du patient à exprimer son consentement, la liberté de réunion, la liberté de se marier, la possibilité de solliciter l'asile à la frontière si la demande n'est pas manifestement irrecevable, le respect des règles relatives à l'extradition, le droit de grève, la liberté religieuse, le secret des correspondances, le libre exercice des mandats par les élus locaux, la liberté du travail, la présomption d'innocence, le droit de tout détenu de voir sa situation traitée dans le respect des règles de compétence et de procédure fixées par le code de procédure pénale, le consentement libre et éclairé du patient aux soins qui lui sont prodigués, le libre exercice d'une profession, le droit à un recours effectif, la liberté syndicale, la liberté d'entreprendre, la liberté de manifestation, la liberté d'association, le droit au respect de la vie privée, le droit au respect de la dignité de la personne humaine, le droit à des conditions matérielles d'accueil décentes, le droit à la scolarisation d'un enfant handicapé, le droit au respect de la vie, le droit à l'hébergement d'urgence, le droit de ne pas être soumis au harcèlement moral dans la fonction publique, le droit de ne pas subir une obstination déraisonnable dans le cadre d'un traitement médical, les libertés de circulation que l'ordre juridique de l'Union européenne attache au statut de citoyen de l'Union, la liberté d'expression, le droit de propriété des personnes publiques, le droit de ne pas être soumis à des traitements inhumains ou dégradants, la liberté de conscience et le droit de recevoir les traitements et soins les plus appropriés à son état de santé. 
Cette procédure, dispensée de ministère d'avocat, est contradictoire, hors les cas où la demande ne présente pas un caractère d'urgence ou lorsqu'il apparaît manifeste qu'elle ne relève pas de la compétence de la juridiction administrative, qu'elle est irrecevable ou qu'elle est mal fondée.
Un appel peut être formé devant le Conseil d'État dans le délai de 15 jours suivant la notification de l'ordonnance.

#### Référé conservatoire ou mesures utiles
Le référé « conservatoire » ou « mesures utiles » (art. L.521-3 du CJA), qui sur la simple condition de l'urgence, même sans mesure préalable, pourra permettre au justiciable de demander au juge de prendre « toute mesure utile », par exemple la conservation d'éléments pouvant ensuite recouvrir une importance capitale lors d'un recours contentieux, ou encore la « communication de documents ».

#### Référé révision
Le référé « révision » (art. L.521-4 du CJA), qui permet de réviser sur la base d'éléments nouveaux une ordonnance prise en référé art. L.521-1 ou L.521-2 (en appel).

#### Référé expertise, constat ou instruction
Les référés « expertise » :
- référé « constat » (art. R.531-1 du CJA[58]),
- référé « instruction » (art. R.532-1 du CJA[59]).

#### Référé provision
Le référé « provision » (art. R.541-1 à R.541-6 du CJA) permet d'obtenir une provision de la part de l'administration si l'existence d'une obligation n'est pas sérieusement contestable.
Par deux ordonnances en date du 23 septembre 2019, le Conseil d'Etat a jugé que la recevabilité d'une requête fondée sur les dispositions de l'article R.541-1 du CJA est conditionnée, notamment, par la preuve d'une demande préalable adressée à l'administration,. 

### Référés spécialisés

#### Référé précontractuel
Le référé précontractuel (art. L.551-1 et L.551-2 du CJA) s'applique sur des contrats passés avec l'administration, avant la signature de ceux-ci, et relatifs par exemple à des publicités légales, des mises en concurrence, une livraison de fournitures ou de travaux.

#### Référé fiscal
Le référé fiscal (art. L.552-1 et L.552-2 du CJA) s'applique en matière d'impôts directs et de TVA.

#### Référé en matière de communication audiovisuelle
Le référé en matière de communication audiovisuelle (art. L.553-1 du CJA ; art. 42-10 de la loi no 86-1067 du 30 septembre 1986) aujourd'hui tombé en désuétude (dernières applications: 1994).

#### Suspensions dans des procédures de déféré ou en matière d'urbanisme
- la suspension dans la procédure de déféré préfectoral (art. L.554-1 et suivants du CJA) ;
- la suspension dans la procédure de déféré au profit d'autres autorités administratives (art. L.554-7 à L.554-9 du CJA) ;
- la suspension en matière d'urbanisme et de protection de la nature ou de l'environnement (art. L.554-10 à L.554-12 du CJA ; art. L.226-8, L.514-1, L.535-8, L.541-3 du code de l’environnement).

### Appel ou cassation
Pour les référés « suspension » (art. L521-1 du CJA) et référés « mesures utiles » (art. L521-3 du CJA), les ordonnances sont seulement susceptibles d'un pourvoi en cassation devant le Conseil d'État, dans un délai de 15 jours suivant la notification de l'ordonnance. Le ministère d'un avocat auprès du Conseil d'État est obligatoire pour ce pourvoi.
Les autres ordonnances du juge des référés, comme en matière de référé-provision, sont, sauf exception, susceptibles d'appel devant la cour administrative d'appel dans la quinzaine de leur notification.
Les référés créant des mesures qui ne comportent pas de caractère définitif, il est toujours possible, sans limitation de délai, de faire appel d'une ordonnance sur la base d'éléments nouveaux apportés (art. L521-4 du CJA).

## Référé civil
Au sein des tribunaux de l'ordre judiciaire, le juge des référés est un magistrat dont l'intervention rapide peut être requise dans trois cas principaux :
- Mesures urgentes qui ne se heurtent à aucune contestation sérieuse ou que justifie l'existence d'un différend[64] ;

- Mesures conservatoires ou de remise en état qui s'imposent, même s'il existe une contestation sérieuse[65] ;

- Référé probatoire, qui vise en dehors de tout procès à la prise de mesure ou à l'obtention de pièces dont pourraient dépendre l'issue d'un éventuel litige ultérieur[66].

On a coutume de dire que le juge des référés est le juge de l'évident et de l'incontestable, il permet d'obtenir rapidement une décision qui n'a toutefois pas la valeur d'une décision au fond : ce qui veut dire qu'une ordonnance de référé est susceptible d'être remise en cause à l'issue d'une procédure au fond, procédure plus longue au cours de laquelle les pièces et arguments seront étudiés de façon plus approfondie et où pourront être débattues des questions de droit plus pointues.
Cette procédure est applicable devant les divers tribunaux de l'ordre judiciaire (Tribunal judiciaire, tribunal de commerce, conseil de prud'hommes, tribunal paritaire des baux ruraux, etc.).
L'appel des ordonnances rendues par le juge des référés est de la compétence de la cour d'appel.

## Enprocédure pénale

### Référé-détention
Créé par la loi no 2002-1138 du 9 septembre 2002 d'orientation et de programmation pour la justice (art. 148-1-1 et 187-3 CPP), il est exercé par le procureur de la République devant le premier président de la cour d'appel (ou devant un magistrat qui remplace le premier président), en vue de déclarer suspensif l'appel formé par le ministère public contre une ordonnance de mise en liberté d'une personne placée en détention provisoire. Une procédure semblable (mais qui ne porte pas le nom de référé), en contentieux des étrangers, régit les appels contre les ordonnances du JLD mettant fin au maintien en zone d'attente (art. L222-5 et L222-6 CESEDA).

### Référé-liberté en cas d'appel d'une ordonnance de placement en détention provisoire
L'article 187-1 CPP dispose : qu' « en cas d'appel d'une ordonnance de placement en détention provisoire, la personne mise en examen ou le procureur de la République peut, si l'appel est interjeté au plus tard le jour suivant la décision de placement en détention, demander au président de la chambre de l'instruction ou, en cas d'empêchement, au magistrat qui le remplace, d'examiner immédiatement son appel sans attendre l'audience de la chambre de l'instruction. Cette demande doit, à peine d'irrecevabilité, être formée en même temps que l'appel devant la chambre de l'instruction. »
Le référé-liberté est donc ouvert à la personne détenue ou au procureur de la République en cas de rejet de la demande de placement en détention provisoire.
Le président de la chambre d'instruction peut ordonner la libération du détenue ou le placement en détention provisoire.

### Référés administratifs
- Référés administratifs : comparaison entre divers pays européens (1998), site du Sénat

### Procédure civile
- Code de procédure civile (Voir notamment les art. R. 484 à 492, ainsi que les art. R. 808 à 811.)
- Fiche sur les référés civils sur le site Service-Public

### Procédure pénale
- Présentation des dispositions relatives au référé-détention issues de la loi no 2002-1138 du 9 septembre 2002 d'orientation et de programmation pour la justice
- Code de procédure pénale